# Kötz
Kötz är en kommun i Landkreis Günzburg i Regierungsbezirk Schwaben i förbundslandet Bayern i Tyskland. 
Kommunen bildades 1 ju;i 1972 genom en sammanslagning av kommunerna Großkötz och Kleinkötz.
Kommunen ingår i kommunalförbundet Kötz tillsammans med kommunen Bubesheim.